# Undulambia fovecosta
Undulambia fovecosta là một loài bướm đêm trong họ Crambidae.